# Ratni film
Ratni film je filmski žanr koji se odnosi na ratovanje, obično na morske, zračne ili kopnene bitke, a ponekad govori i o ratnim zarobljenicima, tajnim operacijama, vojnoj obuci i sličnim temama. Ponekad prikazuju svakodnevni vojni ili civilni život u ratno vrijeme bez prikazivanja bitki. Priče mogu biti izmišljene, temeljene na povijesti, dokumentarne drame ili biografske. Većina ratnih filmova uključuje romantičnu vezu.
Pojam antiratni film ponekad se koristi pri opisivanju filmova koji prikazuju patnje i užase rata, često iz političke ili ideološke perspektive.

## Povijest

### 1920-e i 1930-e
Filmovi snimljeni u godinama nakon Prvog svjetskog rata pokušavali su naglasiti užas ili ispraznost rata, prije svega Velika parada (1925.) i What Price Glory (1926.). S dolaskom ere zvučnog filma, filmovi kao što su Na zapadu ništa novo (1930.), Put prema slavi (1936.) Howarda Hawksa i Velika iluzija (1937.) su se fokusirali na ispraznost rata za neameričke vojnike dok je Hollywood producirao komedije na temu 1. svjetskog rata kao što su Doughboys (1930.) Bustera Keatona i Half Shot at Sunrise (1930.) Wheelera & Woolseyja, ili uzbudljive priče o američkim marincima koji guše pobune u Srednjoj Americi, Kini i na pacifičkim otocima u filmovima kao što su Let (1930.), The Leathernecks Have Landed (1936.) i Tell it to the Marines (1926.) Franka Capre. Drugi se su usredotočili na nove tehnologije i nestanka viteštva zračnih bitki u filmovima kao što su Krila (1927.), Hell's Angels (1930.) i The Dawn Patrol (verzije iz 1930. i 1938.).

### 1940-e
Prvi popularni ratni filmovi tijekom Drugog svjetskog rata došli su iz Velike Britanije i Njemačke te su bili uglavnom dokumentarci ili poludokumentarci.
Početkom četredesetih, britanska filmska industrija je počela kombinirati dokumentarne tehnike s izmišljenim pričama u filmovima kao što su In Wich We Serve (1942.), Millions Like Us (1943.) i The Way Ahead (1944.) Noela Cowarda. Drugi su medij izmišljenog filma koristili za prenošenje propagandnih poruka; o potrebi za oprezom ili kako bi se izbjegao "neoprezni razgovor".
16. rujna 1940. američki je Kongres donio novi zakon o novačenju. U Hollywoodu je gotovo svaki film bio vojna komedija. Komičari Abbott & Costello snimili su prvi dugometražni film Buck Privates, Bob Hope Caught In The Draft, Phil Silvers i Jimmy Durante You're In The Army Now, Fred Astaire You'll Never Get Rich, William Tracy i Joe Sawyer Tanks a Million, a Laurel i Hardy Great Guns.
1941. su se počeli snimati i ozbiljni ratni filmovi pa se tako u MGM-ovim Zvucima trube pojavila američka konjica, RKO je snimio Parachute Battalion, Paramount Picture I Wanted Wings, a Warner Brothers Dive Bomber. 20th Century Fox je snimio zadnji predratni vojni film o američkim marincima, To The Shores of Tripoli. Kad se dogodio napad na Pearl Harbor, studio je presnimio završetak u kojem se John Payne prijavljuje u vojsku i odlazi marširajući s marincima dok mu otac dobacuje 'Sredi jednog Japanca za mene'.
Prije Pearl Harbora, Warner Brothers upozorili su na Ispovijedi nacističkog špijuna dok je Producers Releasing Corporation snimio Hitler, berlinska zvijer. Metafora za Ameriku bio je Gary Cooper kao stvarni Narednik York koji je isprva bio zaostali brđanin, pa pacifist, a zatim regrut koji uspoređuje Bibliju s poviješću Sjedinjenih Američkih Država i zaključuje kako je njegov obračun s Nijemcima pravedan.
Nakon što je SAD 1941. ušao u rat, Hollywood je počeo masovnu proizvodnju ratnih filmova. Mnogi američki dramski ratni filmovi bili su dizajnirani kako bi slavili američko zajedništvo i demonizirali "neprijatelja". Jedna od konvencija žanra koja se pojavila tijekom tog perioda bilo je udruživanje američkog naroda iz raznih država zbog dobra zemlje.
Američka industrija producirala je i filmove koji su slavili herojstvo američkih saveznika, kao što su Gđa. Miniver (o britanskoj obitelji na domaćem bojištu), Edge of Darkness (norveški pokret otpora) i Sjeverna zvijezda (Sovjetski Savez i Komunistička partija). Prema kraju rata popularne knjige postale su izvor za filmove više kvalitete i ozbiljnijeg tona koji su slavili dugotrajne vrijednosti.

### 1950-e
Godine poslije Drugog svjetskog rata donijele su veliki broj uglavnom patriotskih ratnih filmova kao protuteža drama i pustolovnim pričama. Posljedice rata u Hollywoodu dovele su do toga da su se izbjegavali akcijski filmovi nego se govorilo o problemima koji su došli s povratkom veterana pa je tako snimljen niz kvalitetnih filmova kao što su Najbolje godine naših života (1946.), Bojište (1949.), Home of the Brave (1949.), Command Decision (1948.) i Polijetanje usred dana (1949.). Potonja dva govorila su o psihološkim efektima bitke i teškoćama zapovijedanja.
Holivudski filmovi u pedesetima i šezdesetima često su uključivali motive spektakularnih herojstava i samožrtve kao u filmovima Pijesak Iwo Jime (1949.), Halls of Montezuma (1950.) ili D-Day the Sixth of June (1956.). Osim toga, težili su stereotipima: obično se govori o manjoj skupini muškaraca različitog podrijetla na čemu se obično ostane; zapovjednik je obično nerazuman i nepopustljiv; gotovo svatko koji povjerava osjećaje - posebno planove o povratku kući - ubrzo pogiba, a svatko tko se ponaša kukavički ili nedomoljubno pretvara se u heroja ili umire (ili oboje).
Druga velika skupina filmova sezala je od obilja popularnih ratnih romana iz post-ratnog perioda. Njihova kvaliteta ovisila je u velikoj mjeri o vjerodostojnosti radnje ili teme originala, castinga, režije i produkcije. Jedan od razloga njihove popularnosti među američkom publikom je taj da su pokrivali praktički sve vojne grane. To su filmovi kao što su Mladi lavovi (1958.), Goli i mrtvi (1958.), Bojni poklič (1955.), Run Silent, Run Deep (1958.), Captain Newman, M.D. (1963.), Pobuna na Caineu (1954.), Away All Boats (1956.), Odavde do vječnosti (1953.), King Go Forth (1958.), Never So Few (1959.), Planinska cesta (1960.) i In Harm's Way (1965.).

### Filmovi o ratnim zarobljenicima
Popularni podžanr ratnih filmova je film o ratnim zarobljenicima. Ova forma popularizirana je u Britaniji, a govorili su o stvarnim bijegovima iz (obično njemačkih) logora u Drugom svjetskom ratu. Primjeri su Drveni konj (1950.), Albert R.N. (1953.) i The Colditz Story (1955.). Hollywood je doprinio žanru filmovima Veliki bijeg (1963.) i Stalag 17 (1953.). Neobično, britanska industrija producirala je film temeljen na priči o njemačkom bjeguncu Franzu von Werru, Onaj koji se izvukao (1957.).

### 1960-e
Početkom šezdesetih, filmovi temeljeni na misijama komandosa počeli su inspirirati izmišljene pustolovne filmove kao što su Topovi s Navaronea (1961.), Dvanaestorica žigosanih (1967.) i U orlovu gnijezdu (1968.), koji su rat koristili kao pozadinu za spektakularne akcijske filmove. Potonji filmovi imali su američke producente, glumce i financije, ali su snimani u Engleskoj ili na lokaciji s britanskom filmskom ekipom, sporednim glumcima i stručnjacima.
Kasne pedesete i šezdesete donijele su i više ozbiljnijih velikih ratnih filmova kao što su Ivanovo djetinjstvo (1962.) Andreja Tarkovskog, Most na rijeci Kwai (1957.) i Lawrence od Arabije (1962.) Davida Leana, kao i spektakle s vrhunskim glumačkim postavama temeljene na bitkama koji su često bili u kvazi-dokumentarističkom stilu, a snimani u Europi gdje su statisti i troškovi produkcije bili jeftiniji. Ovaj trend počeo je produkcijom Najdužeg dana Darryla F. Zanucka 1962., temeljenog na padobranskoj invaziji na Dan D. Od ostalih, izdvajaju se Bitka za Bulge (1965.), Anzio (1968.), Bitka za Britaniju (1969.), Waterloo (1970.), Tora! Tora! Tora! (1970.) (temeljen na japanskom napadu na Pearl Harbor), Midway (1976.) i Nedostižni most (1977.). Noviji primjer je film na temu Američkog građanskog rata, Gettysburg koji se temelji na događajima koji su se odvijali tijekom bitke.
Iako su problemi u Jugoistočnoj Aziji bili prikazani u Brushfireu (1961.) Jacka L. Warnera te u A Yank in Viet-Nam (1964.) i To the Shores of Hell (1966.) Marshalla Thompsona, veliki holivudski studiji odbili su snimati filmove o Vijetnamskom ratu uz iznimku Zelenih beretki Johna Waynea temeljenom na bestseleru Robina Moorea. Ti filmovi nisu snimani sve do 1970. kad je Jack Starrett na Filipinima, na setovima filma Prekasno za junake Roberta Aldricha, snimio Gubitnike.

### Post-vijetnamski filmovi
Učinci Vijetnamskog rata (1955. – 1975.), u kojem su bile angažirane američke vojne snage od 1964. godine do poraza i povlačenja 1973. godine, smanjili su početkom 1970-ih interes za fikcionalne ratne filmove. Američki ratni filmovi producirani tijekom i nakon rata često su reflektirali nerealne iluzije američke javnosti prema ratu. Većina filmova snimljenih nakon Vijetnamskog rata prodirali su dublje u užase rata nego što su to činili raniji filmovi. (Ipak, treba naglasiti kako je takvih filmova bilo i prije Vijetnamskog rata; Staze slave je poznata kritika rata iz 1957. godine, s početka Vijetnamskog rata). Neki ratni filmovi kao što su Kvaka 22 (smješten u Drugi svjetski rat) i crna komedija M*A*S*H (1970.) (smješten u Koreju) reflektirali su takve stavove.
Krajem sedamdesetih i u osamdesetima, američka filmska industrija počela je producirati ratne filmove koji su se kritički odnosili prema američkim akcijama u Vijetnamu, uključujući filmove kao što su Lovac na jelene (1978.), Apokalipsa danas (1979.), Go Tell the Spartans, Vod smrti (1986.), Full Metal Jacket (1987.), Dobro jutro, Vijetname (1987.) i Žrtve rata (1989.), te drugi, kao što su Hamburger Hill (1987.) i Rođen 4. srpnja (1989.) koji su naglašavali patnje vojnika.

### 1990-e i 2000-e
Uspjeh Spašavanja vojnika Ryana (1998.) Stevena Spielberga pomogao je oživljavanju interesa za filmove o Drugom svjetskom ratu. Kasnije su snimljeni visokobudžetni spektakli kao Pearl Harbor (2001.) i Neprijatelj pred vratima, dok su drugi, kao Enigma (2001.), Mandolina kapetana Corellija i Charlotte Gray, imali nostalgičan ton.
Početkom 2000-ih pojavljuje se filmovi koji tematiziraju ratne sukobe i zločine u bivšoj Jugoslaviji - Harrisonovo cvijeće (2000.), Iza neprijateljskih linija (2001.), Lov u Bosni (2007.), Sezona lova (2013.) itd. Istovremeno, obrađuju se teme i iz drugih velikih sukoba, poput Zaljevskog rata (1990. – 1991.), ali i Drugog svjetskog i Vijetnamskog rata - Glasnici vjetra (2002.), Gušteri (2005.), Operacija Valkira (2008.) i Nemilosrdni gadovi (2009.).

## Vojska i filmska industrija
Mnogi ratni filmovi producirani su uz pomoć vojnih snaga pojedine zemlje. Američka mornarica bila je vrlo kooperativna nakon Drugog svjetskog rata u posuđivanju brodova i tehničkog vodstva; Top Gun je najpoznatiji primjer.
Obično vojska uskraćuje pomoć ako je film kritičan prema njoj. Ponekad vojska u zamjenu za pomoć zahtjeva određenu kontrolu, svojevrsnu cenzuru, što može pokvariti konačni proizvod. Njemački ministar propagande Joseph Goebbels je na snimanju ratnog spektakla Kolberg u siječnju 1945. koristio nekoliko vojnih divizija kao statiste. Vjerovao je da će efekt filma poslužiti kao protuteža za taktičke nedostatke odsutnih vojnika.
Ako domaća vojska nije spremna na suradnju, ili je snimanje u rodnoj zemlji preskupo, može pomoći druga zemlja. Mnogi ratni filmovi iz pedesetih i šezdesetih, uključujući Pattona, Lawrencea od Arabije i Spartaka, snimani su u Španjolskoj, koja je imala velike zalihe opreme ostale od Saveznika i Sila Osovine. Waterloo, ratni spektakl smješten u vrijeme Napoleonskih ratova, sniman je u Ukrajini (tada dijelu SSSR-a), koristeći sovjetske vojnike. Scene iz Dana D u Spašavanju vojnika Ryana snimane su uz pomoć irske vojske, a sve velike sekvence u Dark Blue Worldu snimljene su u Češkoj, na napuštenoj zrakoplovnoj bazi.

## Primjeri ratnih filmova
- Idi i smotri, sovjetski ratni film iz 1985.g.
- Partizanski filmovi

## Vanjske poveznice
- http://movies.groups.yahoo.com/group/Warflicks/  Arhivirana inačica izvorne stranice od 21. svibnja 2011. (Wayback Machine)
- Popis filmova o 2. svjetskom ratu  Arhivirana inačica izvorne stranice od 19. prosinca 2008. (Wayback Machine) na WWII Movies
- Najbolji ratni filmovi  Arhivirana inačica izvorne stranice od 11. listopada 2004. (Wayback Machine) na IMDb-u
- Forum o ratnim filmovima i literaturi  Arhivirana inačica izvorne stranice od 17. listopada 2007. (Wayback Machine)
- Recenzije ratnih filmova i vijesti na WarMovieBlog
- Vijesti o filmovima o 2. svjetskom ratu na warinfilm.com  Arhivirana inačica izvorne stranice od 21. studenoga 2008. (Wayback Machine)